# Kurt Weiß
Kurt Weiß   (Berlín, 30 de març de 1906 - Berlín, 29 de maig de 1995) va ser un jugador d'hoquei sobre herba i atleta alemany que va competir entre les dècades de 1920 i 1930.
El 1928 va prendre part en els Jocs Olímpics d'Estiu d'Amsterdam, on va guanyar la medalla de bronze com a membre de l'equip alemany en la competició d'hoquei sobre herba, tot i que no arribà a disputar cap partit. Vuit anys més tard, als Jocs de Berlín, va guanyar la medalla de plata en la mateixa competició. Fou 40 vegades internacional entre 1927 i 1947. A nivell de clubs jugà al Berliner SC, amb qui va guanyar les lligues d'Alemanya de 1937, 1938 i 1944. Una vegada retirat va exercir d'entrenador, entre d'altres, de la selecció alemanya als Jocs Olímpics d'Estiu de 1952.
Com a atleta va destacar en el decatló, guanyat el Campionat d'Alemanya de 1927, 1929 i 1930 i establint dos rècords alemanys, el 1927 i el 1929.